# Friedel Thiekötter
Friedel Thiekötter (* 3. Juni 1944 in Neheim-Hüsten; † 16. September 2011 in Münster) war ein deutscher Schriftsteller und Lyriker.

## Leben
Thiekötter studierte Germanistik, Romanistik, Philosophie und Kunstgeschichte an den Universitäten in Münster (Westfalen), Bonn und Orléans. 1971 promovierte er mit einer Arbeit über Rilke an der Universität Münster zum Doktor der Philosophie. Anschließend war er wissenschaftlicher Assistent an der Universität Münster und von 1973 bis 1975 Lektor an der Universität Reims. Danach lebte er als Gymnasiallehrer und freier Schriftsteller in Münster.
Friedel Thiekötter war Verfasser von Gedichten, Romanen, Erzählungen und Hörspielen. Während seine frühen erzählerischen Werke realistische Entwicklungsromane sind, die auch das Schulleben und Probleme Heranwachsender behandeln, wandte Thiekötter sich seit Mitte der Neunzigerjahre vorwiegend dem Kriminalroman zu.
Thiekötter, der dem Verband Deutscher Schriftsteller und der Autorenvereinigung „Die Kogge“ angehörte, erhielt zu Lebzeiten zahlreiche Auszeichnungen.
Friedel Thiekötter verstarb im September 2011 im Alter von 67 Jahren.

## Auszeichnungen
- 1969: Preis der Stadt Bocholt
- 1969: Deutscher Kurzgeschichtenpreis der Stadt Arnsberg (ehemals Neheim-Hüsten)
- 1971: Preis der Stadt Bocholt
- 1973: Deutscher Kurzgeschichtenpreis der Stadt Arnsberg (ehemals Neheim-Hüsten)
- 1975: Stipendium aus dem Annette von Droste Hülshoff-Preis
- 1991: Westfälischer Hörspielpreis

## Werke
- Zum Beispiel Immergrün. München 1967.
- Die Negation im Werke Rilkes. Münster 1971.
- Autor, Text und Leserinteresse. Düsseldorf 1974.
- Reisebekanntschaft. München 1974.
- Schulzeit eines Prokuristen. Köln 1978.
- Jeden Tag Schule. Würzburg 1981.
- Jans Reifezeugnis. Würzburg 1983.
- Kopfschatten. Aachen 1984.
- Der Kaiser und der Photograph. Dülmen-Hiddingsel 1991.
- Cembalist am Glockenseil. Bielefeld 1994.
- Der Nabel. Bielefeld 1995.
- Geschichten und Figuren. Paderborn 1997.
- Studienräte in Weimar. Bielefeld 1997.
- Der Gletschermann. Bielefeld 2000.
- Hermenfrevel oder Alkibiades auf Aigina. Bielefeld 2002.
- Wörterbuch der Sinnbegriffe. Münster 2004.